# Mont Kédros
Le mont Kédros (en grec moderne : Όρος Κέντρος ou grec moderne : Κέδρος) est une montagne située dans le district régional de Réthymnon, en Crète, en Grèce.
Elle se trouve au sud-ouest du massif de l'Ida avec lequel il forme les deux flancs de la vallée d'Amarí.
Le mont Kédros a une forme conique et se compose de calcaire. Son paysage regorge de canyons et de parois rocheuses et est presque dénudé, les broussailles sèches et la garrigue étant les principales formes de végétation. Le Kédros abrite des fleurs endémiques ou rares telles que des tulipes, des anémones, des marguerites dorées, de renoncules des fleuristes, de muscaris à toupet ou des orchidées et offre des conditions idéales pour la nidification des faucons ainsi que des rapaces plus grands tels que les vautours fauves, les aigles royaux et les aigles de Bonelli. En raison de l'importance de sa flore et de sa faune, le mont Kédros fait partie du réseau européen Natura 2000, en tant que zone protégée. Un tronçon du sentier européen E4 de montagne monte jusqu'au sommet principal. Au nord de Kédros se trouvent le plateau de Gioús Kámpos (en) et la gorge de Kissano.
Une ceinture de villages, collectivement appelés les villages Kédros, sont construits sur ses pentes à des altitudes allant de 400 à 600 m. Pendant la Seconde Guerre mondiale, leurs habitants ont soutenu les résistants locaux qui se cachaient au mont Kédros. Le 22 août 1944, en représailles, les forces d'occupation allemandes ont détruit les villages de Kédros et ont assassiné un grand nombre de leurs habitants.